# 英氏非洲脂鯉
英氏非洲脂鯉為輻鰭魚綱脂鯉目脂鯉亞目鮭脂鯉科的其中一種，為熱帶淡水魚。

## 分布
本魚分布相當廣泛，包括非洲賴比瑞亞Nipoue河、多哥Mono河、南非三比西河下游、澎哥洛河、坦尚尼亞Wami河、馬拉威湖、坦干伊喀湖、魯夸湖、剛果河、卡裡巴湖、庫內內河等流域。

## 特徵
本魚體狹長呈紡錘型，體色銀色、背部綠色或褐色、腹部灰白色，肱骨的與尾前椎斑點黑色。在剛果河流域、迦納與南非的魚種鰭條淡黃色或淡紅色；在三比西河、魯夸湖等魚種偶鰭黃色、脂鰭黑色；多哥、象牙海岸的魚種鰭條及脂鰭鮮紅色，體長可達19.8公分。

## 生態
本魚棲息在各種水域，會做季節性的洄游、屬雜食性，以魚類、昆蟲、甲殼類、植物等為食，繁殖期在夏季。

## 經濟利用
本魚可作為觀賞魚及食用魚。

## 扩展阅读
維基物種上的相關：英氏非洲脂鯉